# 鬼庭綱元
鬼庭綱元（1549年—1640年7月13日）是安土桃山時代至江戶時代武將。陸奥、出羽的戰國大名‧後來的仙台藩藩主伊達氏的重臣。父親是鬼庭良直。母親是牧野刑部的女兒。別名左衛門、石見守、了庵、延元。兒子有鬼庭安元、豬苗代盛元、輕部常元、鬼庭良元、鬼庭實元等。

## 生平

### 戰國時代
在天文18年（1549年）出生，父親是伊達郡小屋館（赤館）城主鬼庭良直（左月齋），家中嫡男。
天正3年（1575年），因為父親隱居而繼任家督，於是成為長井郡川井城城主。父親在天正13年11月（1586年1月）的人取橋之戰中擔任殿軍並為了讓主君伊達政宗逃走而奮戰並被討死。在天正14年（1586年）擔任奉行職。於天正16年（1588年）成為安達郡百目木城城主，所領加增至5千石。
天正18年（1590年），因為奥州仕置而令知行重新編排，此時成為柴田郡沼邊城城主。同年發生的葛西大崎一揆被發現是政宗所煽動時，被派遣向豐臣秀吉辯解而前往京都，以後擔任秀吉的折衝役。
天正19年（1591年），在政宗被減封到岩出山時，成為磐井郡赤荻城城主。文祿元年（1592年）的文祿之役時在肥前國名護屋擔任留守居役。此時秀吉以「鬼在庭中不吉利」，「花草茂盛於庭中」為理由，令綱元改姓為茂庭。同年因為長男安元病死，於是召回送往八幡氏當養子的二男良綱並令其成為繼任人。

### 出奔
秀吉對綱元相當欣賞並給予一萬四千石的賞賜，沒有主公政宗允許之下就私自接受的綱元引起政宗強烈不滿，在文祿4年（1595年）因為政宗的命令而把家督讓了良綱並被迫隱居。此時綱元得到的隱居費不過1百石，而得到隱居費以外的收入的條件是沒收良綱繼任的茂庭氏本領5千石，於是憤慨的綱元就從伊達家出奔。
此時經本多正信介紹而受到德川家康的引誘，但是因為政宗的奉公構而作罷。同情綱元處境的家康把中白鳥毛槍、虎皮鞍覆、紫縮緬手綱送給綱元，並以傳馬10疋的朱印狀和永樂銭200貫文送給綱元。
終於在慶長2年（1597年）被赦免並回到伊達家。

### 江戶時代
在慶長5年（1600年）的關原之戰中，作為支援山形城主最上義光的援軍第一陣而接受留守政景的指揮。綱元被政景命令率領別働隊進攻長井方面，在9月25日攻陷刈田郡湯原城，更越過二井宿峠並攻向高畠城，但是因為政宗突然以和屋代景賴等人以福島表兵力不足為理由而呼回，在10月6日参與進攻福島城。
同年末，隱居料被改為栗原郡文字1千1百石。在慶長6年（1601年）9月政宗上洛之際，擔任開始普請的仙台城的留守居役，更就任父親左月齋在輝宗一代擔任的評定役（仙台藩評定役的職務權限在第2代藩主伊達忠宗一代被大幅縮小，變為多人制的奉行職的輔助機關，但是在輝宗、政宗兩代時期，評定役是一人制，在評定場所中比奉行眾高一級，評定役是很高級的職位。還有，政宗允許綱元直接使用機密文書專用的印章（ 佐藤憲一 洋泉社 2010）），擔任六人制奉行職（古田重直、鈴木元信、山岡重長、津田景康、奥山兼清、大條實賴）之上的指導和監督。翌年（1602年），政宗把秀吉下賜的愛妾香之前賜給綱元，政宗與香之前之間所生的一女一男（津多、又四郎）以綱元為養父。
慶長9年（1604年），政宗的五男宗綱（卯松丸）成為栗原郡岩崎城城主時，綱元以評定役之職身兼宗綱的後見役。宗綱被放在仙台城下綱元的屋敷中養育，在岩崎城下管理城池的綱元家來眾住在町場（茂庭町）。在慶長19年（1614年）的大坂冬之陣中屬於政宗的長男秀宗的陣中，翌年（1615年）2月，秀宗被賜予伊予國宇和島藩10萬石，綱元與良綱一同赴往宇和島並在宇和島藩的統治機構中工作，在同年4月的大坂夏之陣從宇和島城中出陣。
元和4年（1618年），宗綱死去，為了憑弔宗綱的菩提而入道並以了庵高吽為法號，前往高野山成就院並進行三年供養。歸國後，拜領政宗下賜的宮城郡下愛子的栗生的館，以後就居住這裡。在寬永13年（1636年）5月24日政宗死去後遠離政務，把栗生的館讓給五郎八姬並在文字（之前的領地）中隱居。在翌年於同地興建洞泉院，在境內建立政宗的阿彌陀堂、宗綱的妙覺堂。
在寬永17年（1640年）5月24日死去。享年92歲。洞泉院的石佛成為墓石。隱居領由三男實元繼承（着坐・文字茂庭氏）。

## 人物・逸話
- 在人取橋之戰中討取了父親左月齋的岩城氏家臣窪田十郎在後來被伊達軍捕獲之際，以「斬殺俘虜與武士道相悖」（虜囚を斬るのは士道に悖る）為由赦免窪田。對此感動的窪田於是請求並成為綱元的家來。

- 聽聞茂庭氏代代都很長壽的秀吉為了探求秘訣而向綱元詢問日常生活的事。此時綱元回答平日都會服用把米粉溶掉的湯，於是秀吉亦服用這種名為「石見湯」的東西。

- 有說法指綱元被迫隱居的原因，是因為綱元賭棋勝了秀吉而獲得秀吉侍妾香之前，政宗命令綱元交出香之前，但是因為綱元拒絕而招致政宗的憤怒。根據這個説法，回歸伊達家的條件可能是交出了香之前。

- 別名「延元」是在寬文年間的公文書上，因為避諱第4代藩主伊達綱村的名字，所以綱元的孫兒定元（在寬文元年（1661年）改名）把自己的舊名轉用，綱元在生前並沒有使用過這個名稱。

## 登場作品
電視劇
- 『獨眼龍政宗』（NHK大河劇 演員：村田雄浩 1987年）